# Vanja Holm
Vanja Holm (* 25. Dezember 1958) ist eine schwedische Jazzmusikerin (Schlagzeug, Komposition).

## Wirken
Holm, die an der Musikakademie der Universität Göteborg studierte, gehörte zunächst zum Jazzquintett Salamander um Cecilia Wennerström, mit dem sie zwischen 1979 und 1991 in Europa (und 1985 auch in Nordamerika) tourte und vier Alben veröffentlichte, die zum Teil wiederaufgelegt wurden; sie komponierte auch für Salamander. 1985 war sie zudem an Peter Sonntags Album Brave New World beteiligt. Mit Theo Jörgensmann, Heiner Reinhardt und Christoph Winckel tourte sie 1987 durch die DDR.  Sie spielte außerdem im Damenorkestern, das zwischen 1987 und 1991 in der Fernsehshow Kurt Olssons television des Komikers Lasse Brandeby und in zwei seiner Spielfilme auftrat; auch in dieser Konstellation entstanden mehrere Alben. Weiterhin trat sie mit den Komikern von Galenskaparna og After Shave auf.
Holm arbeitete dann als Musiklehrerin und gründete die Interaktionsschule Svangrummet in Pixbo. 1994 tourte sie international mit der Nordisk Kvinde Big Band, einer skandinavischen Frauenbigband, mit der das Album Somewhere in Time entstand. 2011 leitete sie ein Wohltätigkeitskonzert von Svangrummet mit dem Komiker Claes Eriksson. 2018 trat sie noch einmal mit Salamander auf.
Holm erhielt 2019 den Kulturpreis der Gemeinde Härryda „für die Vielseitigkeit und hohe Qualität in ihrem Musikschaffen und für ihre Bemühungen als Inspiratorin und Vermittlerin der Musikvermittlungsarbeit unter Kindern und Jugendlichen sowie Erwachsenen in der Gemeinde“.